# Kulturní identita
Kulturní identita je charakterizována jako vědecky poznaný a vymezený prostor hodnot a znaků, dochovaných v autentické podobě výtvorů a relací mezi nimi, jež danou pospolitost postihují z hlediska osobitosti projevů, jedinečnosti a nezastupitelnosti hodnot i vztahů v jejím rámci a již bere daná pospolitost za svou jako výraz své osobité kultury a společenského povědomí.
Každý územní celek (lokální, regionální, státní – národní) s konkrétními podmínkami přírodního prostředí a bohatství, práce a způsobu života lidí v kontinuitě vývoje, fixovaného vědomím příslušnosti jedince k pospolitosti, má svou kulturní identitu jako soubor osobitých znaků a projevů, jimiž se odlišuje od jiných pospolitostí s jinou identitou. Udržení vlastní identity proti světovému trendu postupného stírání specifických znaků vlivem unifikace všech projevů zajišťuje vědomí sounáležitosti jako součásti občanského vybavení, integruje jedince do pospolitosti a reprezentuje ji vůči okolnímu světu. Zánik identity by ohrozil danou skupinu, protože by znamenal zničení vazeb na minulost jako kolektivní paměť národa. Navíc ztráta kterékoli kulturní identity by byla ochuzením všelidské kultury, obrovského souboru všech hodnot lidstvem vytvořených, představujících i faktor dalšího rozvoje.
Muzeum patří k institucím, které mají identitu svého vymezeného prostoru: jeho úkolem je poznávat a znakově určovat; dokumentovat výběrem autentik do sbírek jako složky kulturního dědictví i reprezentace; uplatňovat pro formování vědomí občanů ve smyslu humanisticky pojatého vlastenectví a evropanství. V prvním případě jde o aspekt vědy, v druhém o aspekt kultury a ve třetím o aspekt výchovy.